# Кан Чхоль Хван
Кан Чхоль Хван (кор. 강철환, 姜哲煥, *1968 Пхеньян, КНДР) — корейський письменник та журналіст. Біженець з Північної Кореї.

## Біографія

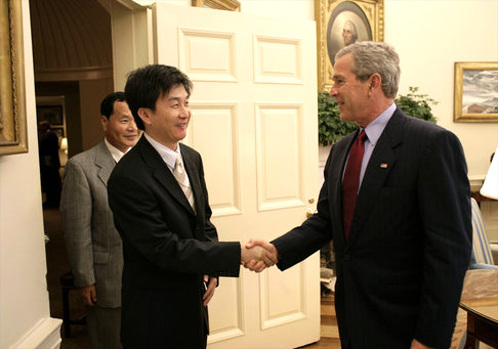
Колишній в'язень табору Кан Чхоль Хван зустрічається з президентом США Джорджем В. Бушем

В період японського колоніального правління бабуся Кан Чхольхвана та дідусь жили в Кіото, де дідусь володів мережею казино, а бабуся була активісткою Комуністичної партії Японії. Після поразки Японської імперії в Другій світовій війні Корея отримала незалежність, і, під впливом бабусі, сім'я переїхала в КНДР.
Кан Чхоль Хван народився в 1968 році в місті Пхеньян, КНДР. У віці 9 років він та його сім'я були заарештовані та відправлені в концтабір Йодок, як родичі зрадника батьківщини. Перебував у таборі з 1977 по 1987 рік.
Після звільнення з табору Кан Чхоль Хван деякий час жив в Пхйонсоні та Хамхині. Тоді ж він почав слухати південнокорейське радіо. Від свого знайомого співробітника служби безпеки Кан дізнався, що один з його друзів доніс на нього, та вирішив втікати з країни. В 1992 році він разом зі своїм другом Ан Хйоком перейшов Амноккан та деякий час жив в Китаї на положенні нелегала. Посольство Південної Кореї в Пекіні не мало бажання йому допомогти, тому Кан дістався до Південної Кореї без їх допомоги на судні контрабандистів, з якими він познайомився в Китаї.

## Діяльність
Кан Чхоль Хван — автор автобіографічної книги «Пісня про концтабір». Разом з французьким правозахисником Пьером Рігуло Кан написав книгу «Пхеньянські акваріуми» — перевидання «Пісні», розраховане на іноземців. «Пхеньянські акваріуми» перекладені різними мовами світу. У наш час[коли?] Кан працює журналістом в газеті Чосон ільбо.